# Balnamore
Balnamore (Iers: Baile án Monaidh) is een plaats in het Noord-Ierse County Antrim. Balnamore telt 696 inwoners. Van de bevolking is 90,9% protestant en 5,6% katholiek.